# SMS Strassburg
O SMS Strassburg foi um  cruzador rápido operado pela Marinha Imperial Alemã e a terceira embarcação Classe Magdeburg, depois do SMS Magdeburg e SMS Breslau, e seguido pelo SMS Stralsund. Sua construção começou em outubro de 1910 no Estaleiro Imperial de Wilhelmshaven e foi lançado ao mar em agosto de 1911, sendo comissionado em outubro do ano seguinte. Era armado com uma bateria principal de doze canhões de 105 milímetros, possuía um deslocamento de pouco mais de cinco mil toneladas e alcançava uma velocidade máxima de 27 nós.
O Strassburg passou seu primeiro ano no Mar Mediterrâneo e depois fez uma grande viagem pela África e América do Sul na primeira metade de 1914. A Primeira Guerra Mundial começou em 1914 e nos primeiros meses o navio participou da Batalha da Angra da Heligolândia em agosto e de uma ação de bombardeio litorâneo em dezembro. Foi transferido em 1916 para o Mar Báltico e deu apoio em outubro de 1917 para a Operação Albion. Retornou para o Mar do Norte em 1918 para uma última ação contra a Grande Frota britânica, mas motins forçaram o cancelamento da operação.
A guerra terminou no final de 1918 e o cruzador brevemente atuou na limpeza de campos minados. Foi entregue à Marinha Real Italiana em 1920 como prêmio de guerra e comissionado em junho de 1925 como Taranto. Passou por reformas entre 1936 e 1937 para deveres coloniais. Ele pouco fez durante a Segunda Guerra Mundial até a rendição da Itália em setembro de 1943. Foi deliberadamente afundado e capturado pela Alemanha, sendo então reflutuado e afundado por ataques aéreos duas vezes até setembro de 1944. A embarcação foi desmontada entre 1946 e 1947.

## Características
Os cruzadores rápidos da Classe Magdenburg foram projetados em resposta aos cruzadores de batalha britânicos da Classe Invincible, que era mais rápidos do que os cruzadores rápidos alemães existentes. Para que a velocidade na nova classe fosse aumentada, motores mais potentes foram instalados e seus cascos alongados para terem uma melhor eficiência hidrodinâmica. Além disso, armações longitudinais foram usadas a fim de reduzir peso. A Classe Magdenburg também foi a primeira de cruzadores rápidos alemães com um cinturão de blindagem, necessitado pela adoção de canhões mais potentes de 152 milímetros por parte dos cruzadores rápidos britânicos.
O Strassburg tinha 138,7 metros de comprimento de fora a fora, boca de 13,5 metros e calado de 4,25 metros à vante. Seu deslocamento normal era de 4 564 toneladas e o deslocamento carregado de 5 281 toneladas. Seu sistema de propulsão tinha dezesseis caldeiras Marine que alimentavam duas turbinas a vapor Marine, cada uma girando uma hélice. As caldeiras queimavam carvão com óleo combustível borrifado para aumentar a taxa de queima. A potência indicada era de 25,8 mil cavalos-vapor (18,4 mil quilowatts) para uma velocidade máxima de 27,5 nós (50,9 quilômetros por hora), mas durante os testes marítimos produziram 33 482 cavalos-vapor (24 626 quilowatts). Podia carregar até 1,2 mil toneladas de carvão e 106 toneladas de óleo combustível para uma autonomia de 5 820 milhas náuticas (10 780 quilômetros) a uma velocidade de doze nós (22 quilômetros por hora). A tripulação tinha dezoito oficiais e 336 marinheiros.
Era armado com doze canhões calibre 45 de 105 milímetros em montagens pedestais únicas, duas lado a lado no castelo de proa, duas lado a lado na popa e quatro em cada lateral à meia-nau. Estas armas foram substituídas em 1917 por oito canhões calibre 45 de 149 milímetros, um na proa, um na popa e três em cada lateral. Também tinha dois tubos de torpedo de quinhentos milímetros submersos, um em cada lateral. Podia levar também até 120 minas navais. Seu cinturão de blindagem tinha sessenta milímetros de espessura à meia-nau. O convés era coberto por placas de blindagem de até sessenta milímetros, enquanto a torre de comando era protegida por laterais de cem milímetros.

## Carreira

### Tempos de paz

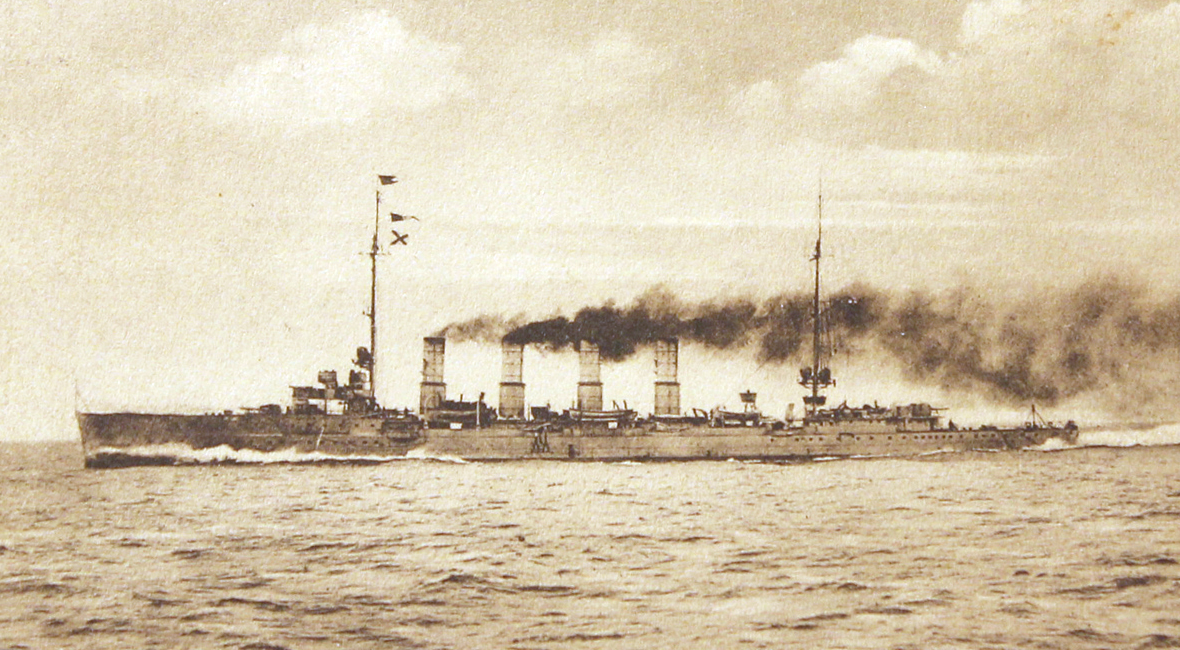
O Strassburg c. 1912–1914

O Strassburg foi encomendado sob o nome provisório de Ersatz Condor. Seu batimento de quilha ocorreu em outubro de 1910 no Estaleiro Imperial de Wilhelmshaven e foi lançado ao mar em 24 de agosto de 1911; Rudolf Schwander, o prefeito de Estrasburgo, fez um discurso durante a cerimônia de lançamento. Os trabalhos de equipagem começaram logo em seguida, incluindo a instalação dos seus motores, que foram os primeiros conjunto sde turbinas a vapor projetados pela Marinha Imperial Alemã. Foi comissionado no serviço ativo em 1º de outubro de 1912 sob o comando do capitão de fragata Wilhelm Tägert. Finalizou seus testes marítimos e foi designado em 23 de dezembro para a Unidade de Reconhecimento da Frota de Alto-Mar, substituindo o antigo cruzador rápido SMS Berlin. Tägert nesta mesma época foi substituído pelo capitão de fragata Wilhelm Paschen. O Strassburg foi acidentalmente abalroado em 6 de janeiro de 1913 pelo navio dinamarquês SS Christian IX, que estava passando pelo lado errado da entrada de um canal. Isto adiou até 23 de fevereiro a chegada do cruzador para exercícios de treinamento com o resto da frota.
O Strassburg passou seu primeiro ano de serviço no exterior. Partiu para o Mar Mediterrâneo em 6 de abril de 1913 junto do cruzador rápido SMS Dresden. Chegou em Valeta, em Malta, sete dias depois, onde passou a integrar a Divisão do Mediterrâneo, comandada pelo contra-almirante Konrad Trummler a bordo do cruzador de batalha SMS Goeben. O Strassburg em seguida foi visitar Alexandreta, no Império Otomano, e depois fez uma parada no início de maio em Constantinopla. Entrou no Mar Adriático no início de junho e fez uma parada em Veneza e Nápoles, na Itália, e em Pola, na Áustria-Hungria. No final do mês foi para o Mar Egeu e então navegou pelo Mediterrâneo oriental, incluindo o litoral da Síria. Voltou para Alexandreta no início de setembro e zarpou no dia 9 de volta para a Alemanha. Chegou em Kiel duas semanas depois, em 23 de setembro.
O navio foi para uma doca seca a fim de passar por manutenção, período durante o qual o capitão de fragata Heinrich Retzmann assumiu o comando. Os trabalhos terminaram em 8 de dezembro, quando foi selecionado para um cruzeiro de longa distância com o objetivo de testar a confiabilidade do novo sistema de propulsão de turbinas dos couraçados SMS Kaiser e SMS König Albert. As três embarcações foram organizadas em uma "Divisão Destacada" especial sob o comando do contra-almirante Hubert von Rebeur-Paschwitz. O Strassburg zarpou em 8 de dezembro e se encontrou com os couraçados no mar no dia seguinte, passando primeiro pelas Ilhas Canárias no caminho para as colônias alemãs no oeste da África. Eles visitaram Lomé na Togolândia, Duala e Victoria no Camarões, e Swakopmund no Sudoeste Africano Alemão. Então navegaram para o sul até a Cidade do Cabo, na África do Sul. De lá foram para Santa Helena no Oceano Atlântico e depois para o Rio de Janeiro, no Brasil, onde chegaram em 15 de fevereiro de 1914. Rebeur-Paschwitz foi para o Strassburg, que foi destacado para ir a Buenos Aires, na Argentina, para uma visita oficial. Rebeur-Paschwitz adoeceu no local e precisou desembarcar para ser hospitalizado, assim o cruzador partiu sem ele em 12 de março para se encontrar com o Kaiser e König Albert em Montevidéu, no Uruguai. Os três navios navegaram ao redor do Cabo Horn após a volta do contra-almirante e então foram para Valparaíso, no Chile, chegando em 2 de abril e permanecendo no local por mais de uma semana.
Os três deixaram Valparaíso em 11 de abril e iniciaram a viagem de volta para a Alemanha. Pararam em vários outros portos no caminho até retornaram ao Rio de Janeiro. Os dois couraçados zarparam em 16 de maio e navegaram diretamente para a Alemanha, chegando em Kiel em 17 de junho. O Strassburg foi destacado para seguir independentemente passando pelas Índias Orientais. Ajudou o navio mercante alemão SS Mecklenburg, que tinha encalhado na área, e então foi para a República Dominicana a fim de pressionar seu governo sobre um desentendimento com a Alemanha. Pelo decorrer da sua viagem percorreu aproximadamente vinte mil milhas náuticas (37 mil quilômetros). Estava ancorado em Sankt Thomas, nas Índias Ocidentais Dinamarquesas, em 20 de julho quando recebeu ordens de voltar para casa. Chegou em Horta, nos Açores, em 27 de julho e no dia seguinte atravessou o Canal da Mancha em velocidade máxima com suas luzes reduzidas por conta da Crise de Julho que ameaçava instigar uma grande guerra na Europa. O Strassburg chegou em Wilhelmshaven em 1º de agosto, mesmo dia que as forças armadas alemãs foram mobilizadas para o começo da Primeira Guerra Mundial.

### Primeira Guerra Mundial

#### 1914
O Strassburg se juntou ao II Grupo de Reconhecimento. Onavio e seu irmão SMS Stralsund fizeram em 17 de agosto uma surtida para Hoofden à procura de forças britânicas. Foram acompanhados pelos submarinos SM U-19 e SM U-24, que deveriam emboscar quaisquer forças britânicas que contra-atacassem. O Strassburg avistou os submarinos HMS E5 e HMS E7 na manhã seguinte e abriu fogo, mas eles submergiram antes de qualquer acerto. Os dois cruzadores então encontraram um grupo de dezesseis contratorpedeiros britânicos e um cruzador rápido a uma distância de dez quilômetros. Os alemães estavam em grande inferioridade numérica, assim recuaram e voltaram para casa. O Strassburg fez outra varredura entre 21 e 22 de agosto junto com o cruzador rápido SMS Rostock, afundando uma traineira britânica na área de Dogger Bank.

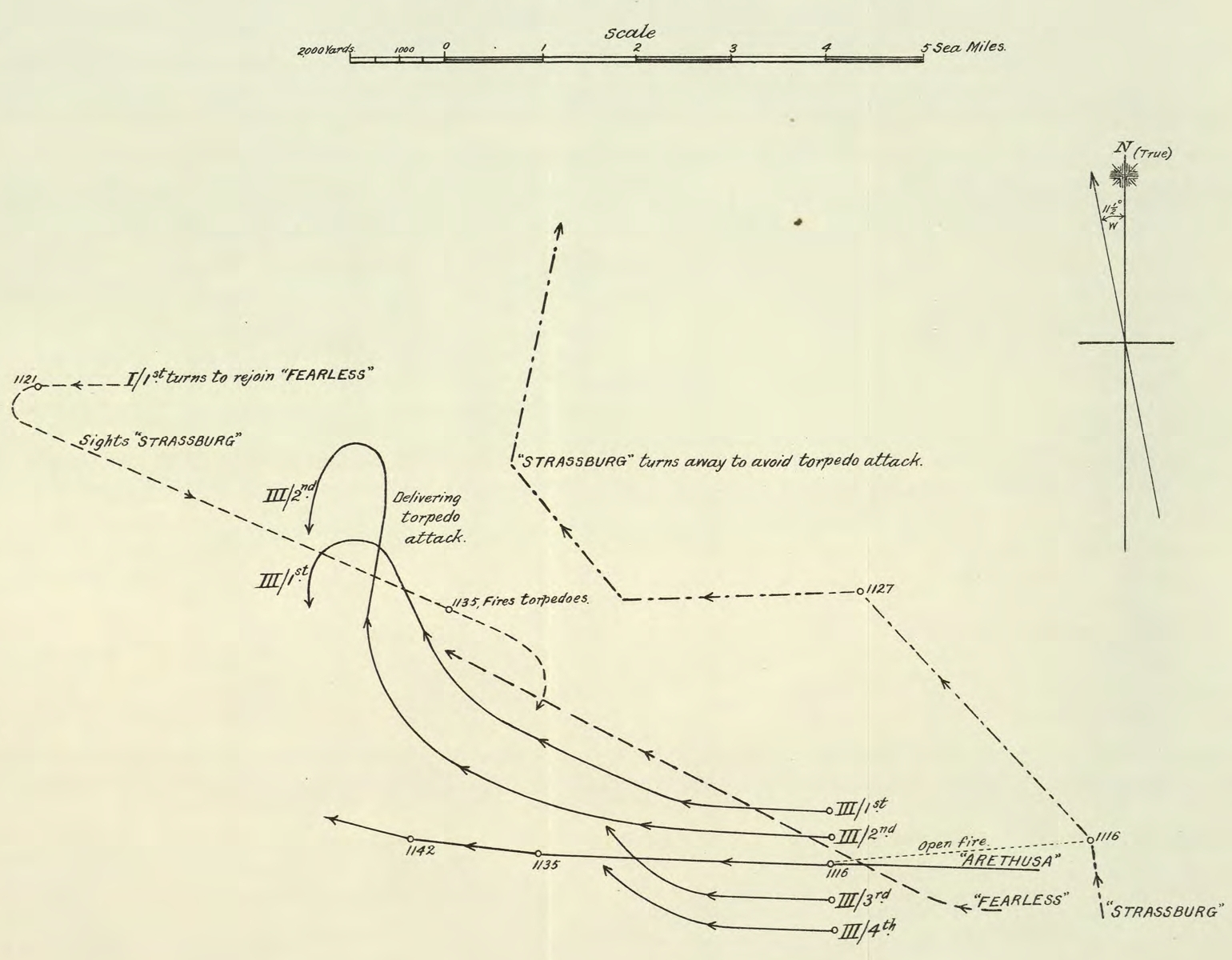
Mapa dos movimentos do Strassbourg contra flotilhas de contratorpedeiros britânicos na Batalha da Angra da Heligolândia

A embarcação participou da Batalha da Angra da Heligolândia em 28 de agosto. Cruzadores rápidos e cruzadores de batalha britânicos atacaram uma força de reconhecimento alemã na Angra da Heligolândia. O Strassburg estava ancorado em Wilhelmshaven e foi o primeiro navio alemão a zarpar para reforçar as forças de reconhecimento, partindo às 9h10min. Vinte minutos depois recebeu a companhia do cruzador rápido SMS Cöln e eles receberam ordens de perseguirem as forças ligeiras britânicas que estavam começando a recuar. Eles encontraram às 11h00min o seriamente danificado cruzador rápido HMS Arethusa, que tinha sido atingido várias vezes pelos cruzadores rápidos SMS Stettin e SMS Frauenlob. O Strassburg atacou o Arethusa, mas foi afugentado pela 1ª Flotilha de Contratorpedeiros. Ele perdeu o contato com os britânicos no meio da névoa, mas os localizou de novo às 13h10min a partir do som dos disparos que destruíram o cruzador rápido SMS Mainz. O Strassburg e o Cöln danificaram os contratorpedeiros HMS Laertes, HMS Laurel e HMS Liberty, sendo então afugentados de novo. O Strassburg foi atingido por um projétil de 152 milímetros que detonou acima do cinturão principal, mas causou poucos danos. Os cruzadores de batalha britânicos interviram pouco depois e afundaram o cruzador rápido SMS Ariadne e o Cöln, este a capitânia do contra-almirante Leberecht Maass. O Strassburg encontrou os cruzadores de batalha enquanto recuava, mas os britânicos o confundiram com um de seus próprios cruzadores. Os navios alemães sobreviventes recuaram na névoa e foram reforçados pelos cruzadores de batalha do I Grupo de Reconhecimento.
O Strassburg foi transferido brevemente para o Mar Báltico no início de setembro para uma operação junto com o cruzador blindado SMS Blücher que durou do dia 3 ao 6. Depois disso retornou para o teatro de operações do Mar do Norte e participou entre 2 e 3 de novembro de um ataque contra Yarmouth. As embarcações do II Grupo de Reconhecimento realizaram uma varredura em 10 de dezembro que não encontrou forças britânicas. O Strassburg participou em 15 e 16 de dezembro de um ataque contra Scarborough, Hartlepool e Whitby como parte da força de escolta do I Grupo de Reconhecimento. Os alemães começaram a recuar depois de bombardearem as cidades, porém foram interceptados por forças britânicas. O Strassburg, outros dois cruzadores e duas flotilhas de barcos torpedeiros navegaram entre duas esquadradas britânicas. A névoa espessa reduziu a visibilidade para menos de 3,7 quilômetros e assim apenas o Stralsund foi avistado brevemente. Os alemães conseguiram usar o clima ruim para recuarem.

#### 1915–1916
O cruzador deu cobertura para uma operação de criação de campos minados perto do Amrun Bank em 3 de janeiro de 1915, com outra operação do tipo ocorrendo no dia 14 perto de Humber junto com o Stralsund. O Strassburg foi para uma doca seca em Wilhelmshaven dois dias depois para sua manutenção periódica, assim não esteve presente na operação que resultou na Batalha de Dogger Bank em 24 de janeiro. Os trabalhos de manutenção terminaram no dia 31. Os navios do II Grupo de Reconhecimento foram enviados para o Báltico em 17 de março para operações na área das Ilhas Åland que duraram do dia 21 ao 24. O Strassburg e os outros cruzadores voltaram para o Mar do Norte em 9 de abril. A embarcação deu cobertura para uma operação de criação de campos minados em Swarte Bank entre 17 e 18 de abril, com uma outra ocorrendo em Dogger Bank em 17 e 18 de maio. Juntou-se ao resto da Frota de Alto-Mar para uma varredura do Mar do Norte entre 29 e 30 de maio que terminou sem que navios inimigos fossem encontrados. Em seguida participou de duas patrulhas para inspecionar barcos pesqueiros, perto de Terschelling em 28 de junho e perto do Recife de Horns em 2 de julho.
O Strassburg foi para uma doca seca do Estaleiro Imperial de Kiel em 14 de julho para ser rearmados com mais poderosos canhões de 149 milímetros; foi o primeiro cruzador rápido alemão a ser rearmado dessa maneira. Os trabalhos duraram até 18 de outubro, também tendo recebido dois tubos de torpedo de 500 milímetros no seu convés principal. Voltou para o Mar do Norte dois dias depois e reintegrou o II Grupo de Reconhecimento. Pouco depois fez outra varredura com a frota pelo Mar do Norte, de 23 a 24 de outubro. O II Grupo de Reconhecimento patrulhou o Skagerrak e o Kattegat entre 16 e 18 de dezembro à procura de navios mercantes inimigos. Retzmann deixou o comando do Strassburg no mesmo mês e foi substituído pelo capitão de fragata Hans-Carl von Schlick. Outra varredura com a frota em Hoofden aconteceu de 5 a 7 de março de 1916.
Foi transferido para o VI Grupo de Reconhecimento no Báltico em 18 de março, passando a operar contra as forças russas. Se ocupou a partir de abril com uma série de operações para a criação de campos minados no Golfo da Finlândia. O navio em seguida participou de duas varreduras em direção de Bogskä, em 17 e 18 de julho e em 16 e 17 de agosto. O resto de 1916 transcorreu tranquilamente para o Strassburg em Libau. Zarpou em 17 de janeiro de 1917 para um período de manutenção nos estaleiros da AG Weser em Bremen. Os trabalhos duraram três meses e voltou para Libau em 7 de abril. Participou de mais quatro operações de criação de campos minados no mesmo mês.

#### Operação Albion

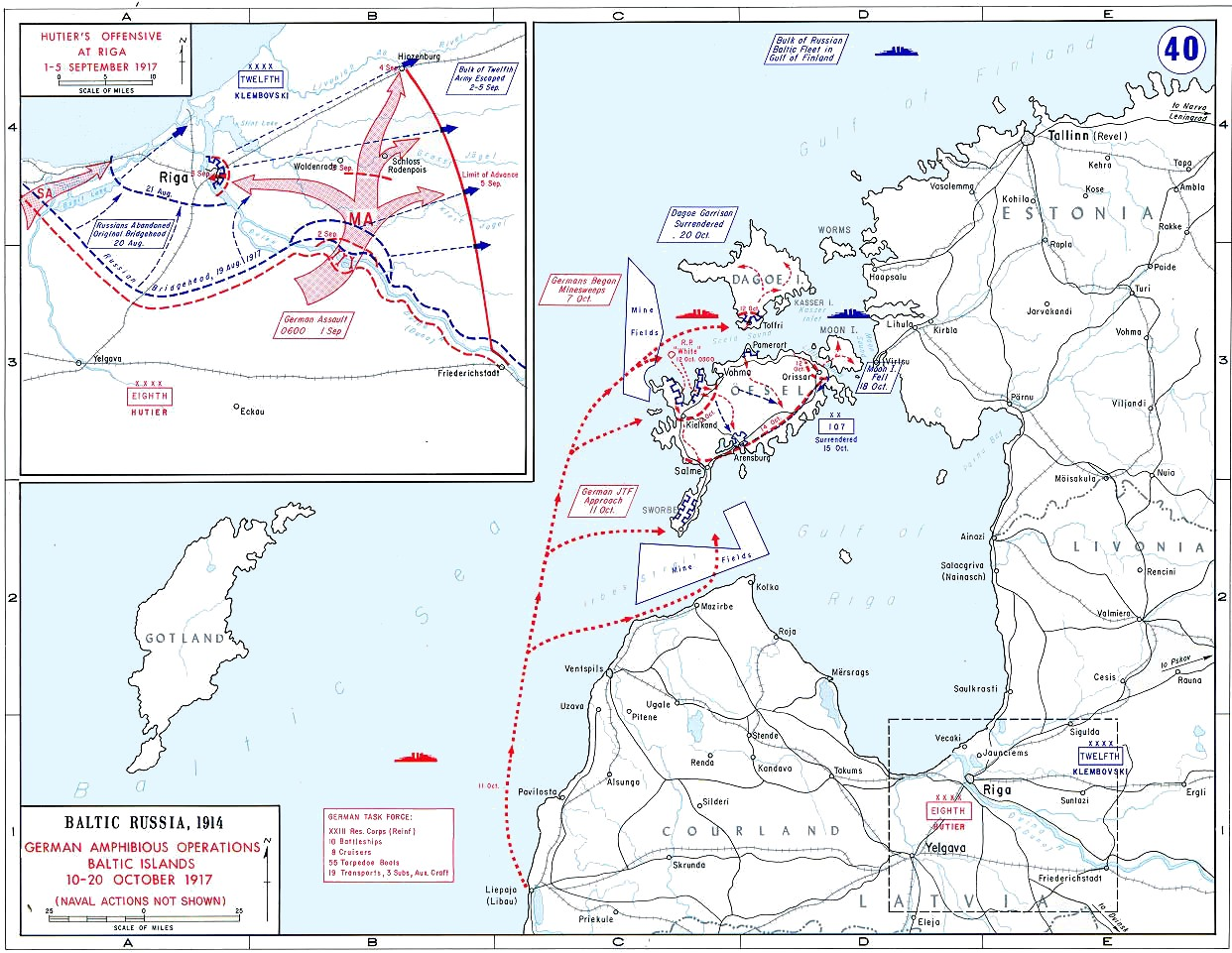
Mapa das movimentações alemãs durante a Operação Albion

O VI Grupo de Reconhecimento participou em outubro da Operação Albion contra forças russas no Golfo de Riga. Schlick foi temporariamente transferido para o comando da frota de transporte durante as preparações, pois tinha experiência prévia em logística naval. O capitão de fragata Hans Quaet-Faslem, o oficial executivo do cruzador, assumiu o comando em sua ausência. O Strassburg e os cruzadores rápidos SMS Kolberg e SMS Augsburg deixaram Libau em 14 de outubro na escolta de draga-minas. Foram atacados por baterias costeiras russas de 305 milímetros enquanto aproximavam-se e foram forçados temporariamente a recuar. Eles encoraram perto de Mikailovsk às 8h45min e os draga-minas começaram a criar um caminho pelos campos minados russos.
O Strassburg e o Kolberg se juntaram dois dias depois aos couraçados König e SMS Kronprinz para uma varredura do Golfo de Riga. A consequente Batalha do Estreito de Moon começou logo na manhã de 17 de outubro, com os couraçados destruindo o antigo pré-dreadnought russo Slava e forçando o recuo do pré-dreadnought Grazhdanin para fora do golfo. O Strassburg e o couraçado SMS Markgraf foram encarregados no dia 21 de atacarem a ilha de Kyno. Os dois bombardearam o local, com o cruzador disparando 55 projéteis contra o porto de Salismünde. Quatro dias depois bombardearam Salismünde, Kyno e Hainasch.
O Strassburg transportou em 31 de outubro o general de infantaria Adolf von Seckendorff, o primeiro governador militar das ilhas capturadas, de Libau para Arensburgo. No dia seguinte embarcou o general Hugo von Kathen, o comandante das forças de desembarque, junto com os membros de seu estado-maior, levando-os de volta para Libau. Schlick voltou para o comando do cruzador em novembro, porém mais tarde ainda no mesmo mês foi substituído pelo capitão de fragata Paul Reichardt.

#### Fim da guerra
A situação estratégica no Báltico mudou significativamente em favor da Alemanha no final de 1917 e assim boa parte de suas forças navais puderam ser retiradas. O Strassburg partiu para Kiel em 14 de dezembro a fim de passar por sua manutenção periódica, durante a qual foi considerado convertê-lo em um porta-aviões, porém isto não foi feito. O navio foi designado para a Frota de Alto-Mar enquanto os trabalhos ainda estavam em andamento, chegando no IV Grupo de Reconhecimento em 4 de abril de 1918. A unidade era comandada pelo comodoro Johannes von Karpf a bordo do cruzador rápido SMS Regensburg. O Strassburg em seguida participou de uma operação entre os dias 23 e 24. A ideia era interceptar um comboio entre o Reino Unido e a Noruega, que estavam sendo escoltados por esquadrões destacados da Grande Frota. A operação acabou cancelada depois do cruzador de batalha SMS Moltke ter perdido uma de suas hélices, deixando-o temporariamente parado. O Strassburg era a embarcação mais próxima e foi a primeira a aproximar-se para tentar rebocá-lo. A corda se rompeu e assim o couraçado SMS Oldenburg assumiu o reboque. O cruzador acompanhou os dois até voltarem para casa e então reencontrou a frota. Independentemente, a inteligência alemã tinha errado o dia em que o comboio partiria e assim a Frota de Alto-Mar retornou sem encontrar navio algum.
O Strassburg participou da criação de vários campos minados entre maio e junho. O IV Grupo de Reconhecimento foi designado em agosto para a Operação Pedra-chave, um ataque anfíbio contra Petrogrado, na Rússia. Os navios deixaram Libau no dia 18 e navegaram para a Finlândia, parando em Helsingfors e depois Koivisto. Foram então para Reval. Eles patrulharam a área entre Reval e Koivisto enquanto as forças alemãs preparavam-se para o ataque. O Strassburg ficou em Koivisto de 9 a 17 de setembro, depois voltou para Reval. A operação foi cancelada pouco depois e o cruzador retornou para o Mar do Norte, passando por Åbo, Mariehamn, Reval e Libau até chegar em 1º de outubro.
O navio deveria participar no final de outubro daquilo que seria em essência um ataque suicida da Frota de Alto-Mar. Os almirantes Reinhard Scheer e Franz von Hipper tinham a intenção de infligirem o máximo de dano possível contra a Marinha Real Britânica com o objetivo de alcançarem uma melhor posição de negociação para a Alemanha, independente do custo a sua própria frota. Na manhã de 27 de outubro, dias antes da data planejada para o início da ação, aproximadamente 45 tripulantes da sala de máquinas do Strassburg deserdaram e foram para Wilhelmshaven. Os tripulantes precisaram serem reunidos e retornados ao navio, depois do qual o IV Grupo de Reconhecimento foi para Cuxhaven. Neste local, tripulantes de todos os seis cruzadores da formação se recusaram a trabalhar em protesto contra a guerra, também apoiando a proposta de armistício do príncipe Maximiliano de Baden, o Chanceler da Alemanha. Foi emitida no dia 29 uma ordem para que as embarcações fossem para Wilhelmshaven no dia seguinte. Tripulantes do couraçado SMS Thüringen se amotinaram na mesma noite, seguido por homens em vários outros couraçados. Isto forçou Scheer e Hipper a cancelaram a operação.
A frota foi dispersada para subjugar a agitação, com o Strassburg retornando para Cuxhaven em 30 de outubro. Depois disso foi para Kiel no início de novembro e então para Sonderburg. Foi movido novamente em 11 de novembro, desta vez para Sassnitz, se juntando ao cruzador rápido SMS Brummer. O capitão de fragata Fritz Müller-Palm, que tinha substituído Reichardt em maio, assumiu o comando das forças navais no local e permitiu que um conselho de marinheiros fosse formado para ajudar no controle das forças. O Armistício de Compiègne entrou em efeito no mesmo dia e o Strassburg foi desarmado de acordo com os termos da rendição. Sua tripulação também foi reduzida. O cruzador não foi incluído na lista de navios que seriam internados na base britânica de Scapa Flow. Recebeu uma tripulação completa em 20 de março de 1919 e se tornou a capitânia da Unidade Draga-Minas do Mar Báltico, uma formação criada no dia 24 para limpar as várias minas navais lançadas por alemães e russos no Báltico. Seu serviço continuou até o Kapp Putsch em março de 1920. A Alemanha tinha esperanças de manter o Strassburg em sua frota, mas os Aliados exigiram que o navio fosse entregue como substituto daqueles que tinham sido deliberadamente afundados em Scapa Flow. A ordem de removê-lo do registro naval foi emitida em 14 de março e ele foi descomissionado em 4 de junho.

### Serviço italiano
O Strassburg foi entregue à Itália como prêmio de guerra e deixou a Alemanha em 14 de julho na companhia de outros três cruzadores e quatro barcos torpedeiros. Chegaram na França na noite de 19 para 20 de julho. Foi transferido sob o nome "O" em 20 de julho no porto de Cherbourg. Foi comissionado na Marinha Real Italiana em 2 de junho de 1925 com o nome de Taranto, sendo inicialmente classificado como um navio de reconhecimento. Seus dois canhões antiaéreos de 88 milímetros foram substituídos por dois canhões italianos calibre 40 de 76 milímetros. Sua reforma demorou mais do que todos os outros antigos cruzadores alemães e austro-húngaros cedidos à Itália após a guerra, o que atrasou sua entrada em serviço. Também teve seus canhões de 149 milímetros da proa movidos para meia-nau, porém logo em 1926 foram movidos para mais ré a fim de liberar espaço para uma plataforma de um hidroavião de reconhecimento. Inicialmente recebeu um Macchi M.7, mas este foi depois substituído por um CANT 25.
O Taranto atuou no Mar Vermelho a partir de maio de 1926 a fim de patrulhar as colônias italianas da Eritreia e Somalilândia, servindo de capitânia da flotilha colonial local. Permaneceu na região até janeiro de 1927. Foi reclassificado como cruzador em 19 de julho de 1929 e no mesmo ano juntou-se aos ex-cruzadores alemães Ancona e Bari, mais o ex-contratorpedeiro alemão Premuda, como a Divisão de Reconhecimento da 1ª Esquadra, baseada em La Spezia. Mais um período de serviço na África ocorreu de setembro de 1935 a 1936. Passou por reformas ao voltar para a Itália que incluíram a remoção de suas duas caldeiras de vante e a primeira chaminé. Isto reduziu sua potência para 13,2 mil cavalos-vapor (9,7 mil quilowatts) e a velocidade máxima para 21 nós (39 quilômetros por hora), porém durante a Segunda Guerra Mundial só conseguia alcançar dezoito nós (33 quilômetros por hora). Oito canhões calibre 65 de 20 milímetros e dez metralhadoras de 13,2 milímetros foram instalados como defesa antiaérea.
A Itália entrou formalmente na guerra no início de junho de 1940, mas o Taranto e o Bari estava obsoletos e adequados apenas para deveres secundários; consequentemente, ficaram em Tarento, no Adriático. Realizaram operações de criação de campos minados e bombardeiros litorâneos. O Taranto, o cruzador auxiliar Barletta, o lança-minas Vieste e os contratorpedeiros Carlo Mirabello e Augusto Riboty criaram vários campos minados no Golfo de Tarento, tonalizando 2 335 minas. Foi depois disso designado para a Força Naval Especial junto com o Bari. A formação participaria da planejada invasão anfíbia da ilha britânica de Malta em 1942, mas a operação foi cancelada.
O Taranto foi transferido para Livorno em 26 de fevereiro e transformado em um navio-escola. A Marinha Real criou planos em 1943 para converter o Taranto e Bari em cruzadores antiaéreos, mas isto nunca foi levado adiante. Foi descomissionado em La Spezia em dezembro e deliberadamente afundado no local em 9 de setembro de 1943, um dia depois da assinatura do Armistício de Cassibile, para que não fosse capturado pelos alemães, que estava avançando rapidamente pelo país. O Taranto foi capturado e reflutuado, porém foi afundado em 23 de outubro por ataques aéreos Aliados. Foi reflutuado novamente e afundado de novo, desta vez em 23 de setembro de 1944 na rada externa de La Spezia, onde os alemães esperavam bloquear uma das entradas do Golfo de La Spezia. Os destroços foram reflutuados e desmontados entre 1946 e 1947.